# El Tajín
El Tajin er en præ-columbiansk ruinby. Ruinbyen ligger i den mexicanske delstat Veracruz ca. 10 km nord for Papantla. Byen var hovedby for den præ-totonakiske civilisation.
Tajín betyder lyn på totonakernes sprog og det var tilmed navnet på totonakernes regngud. Byen blev grundlagt ca. år 100 f.Kr. Fra ca. år 600 til ca. år 900 oplevede byen sin storhedstid, men omkring år 1200 blev byen forladt efter at den havde været udsat for et fjendtligt angreb.
I 1785 blev El Tajín officiel genopdaget og i 1992 kom den med på UNESCOs Verdensarvsliste. Ruinbyen ligger i dag (2011) omgivet af jungle og består bl.a. af pyramider, templer, platforme og blodbaner. Ved siden af ruinerne ligger der et lille museum, hvorved volador-ritualet kan opleves.